# Le Nayrac
 Le Nayrac  (en occitano Lo Nairac) es una población y comuna francesa, situada en la región de Mediodía-Pirineos, departamento de Aveyron, en el distrito de Rodez y cantón de Estaing.

## Demografía
| 688 | 639 | 624 | 660 | 581 | 570 |
| Para los censos de 1962 a 1999 la población legal corresponde a la población sin duplicidades (Fuente: INSEE [Consultar]) |     |     |     |     |     |